# 206 هـ
206 هـ هي سنة في التقويم الهجري امتدت مقابلةً في التقويم الميلادي بين سنتي 821 و822.

## أحداث
- 27 ذو الحجة - مبايعة أبو المطرف عبد الرحمن بن الحكم المعروف باسم عبد الرحمن الأوسط بالإمارة خلفًا لوالده، ليصبح رابع أمراء الدولة الأموية في الأندلس.

## مواليد
- ابن أبي عاصم
- ابو الحسين مسلم بن الحجاج

صـ 64</ref>

## وفيات
- شبابة بن سوار
- قطرب
- الحكم بن هشام
- وهب بن جرير
- حجاج بن محمد
- محمد بن جعفر المدائني